# 764
Вижте пояснителната страница за други значения на 764.

## Събития
- Плаващи айсберги край Константинопол през месец февруари. Из хрониките на св. Теофан Изповедник.
- Отобойренският манастир е основан през 764 година от неговия пръв абат Тото и е посветен на светците Александър Римски и Теодор Сионски.